# Швейнфурт, Эрнст

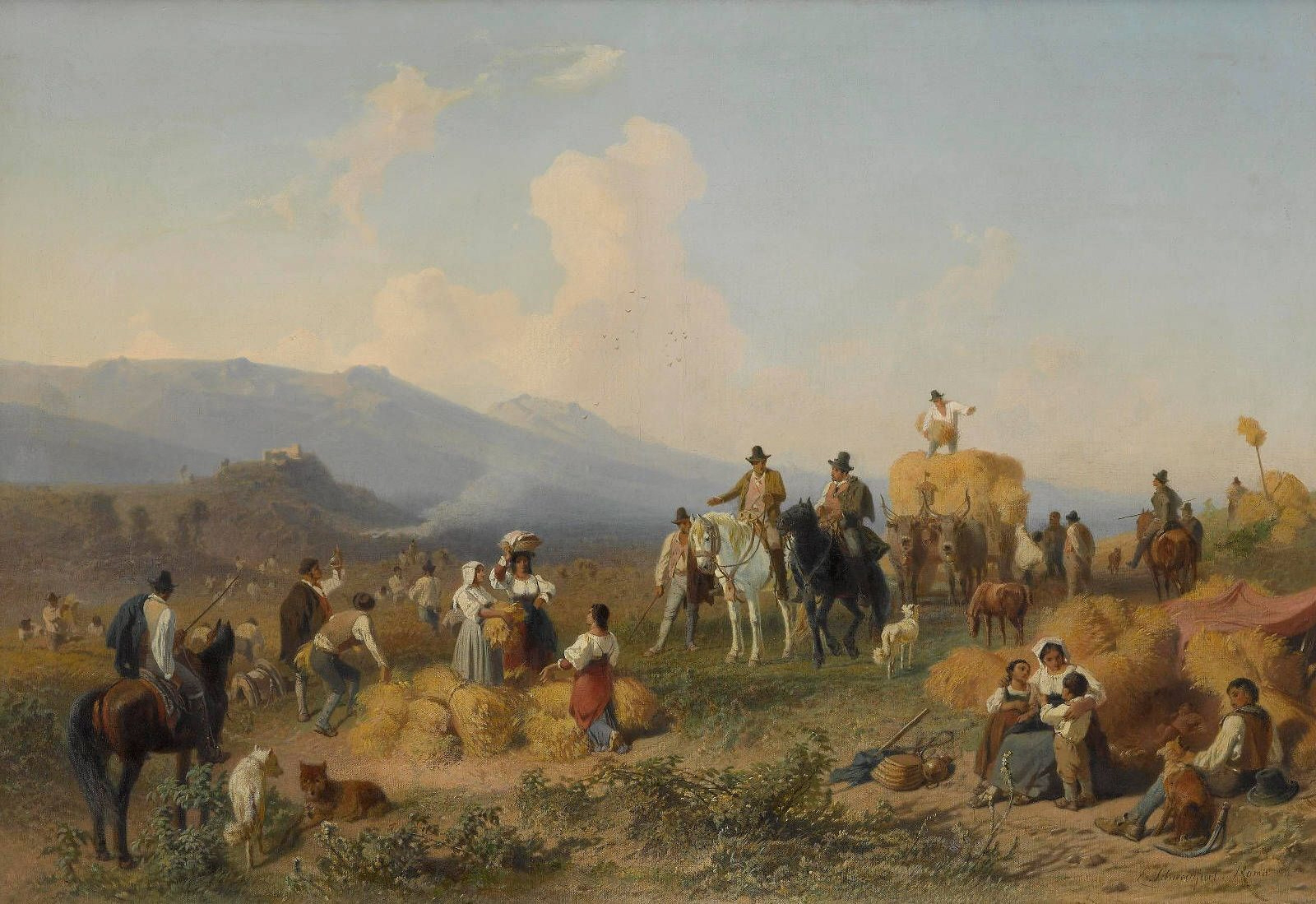
Сбор урожая

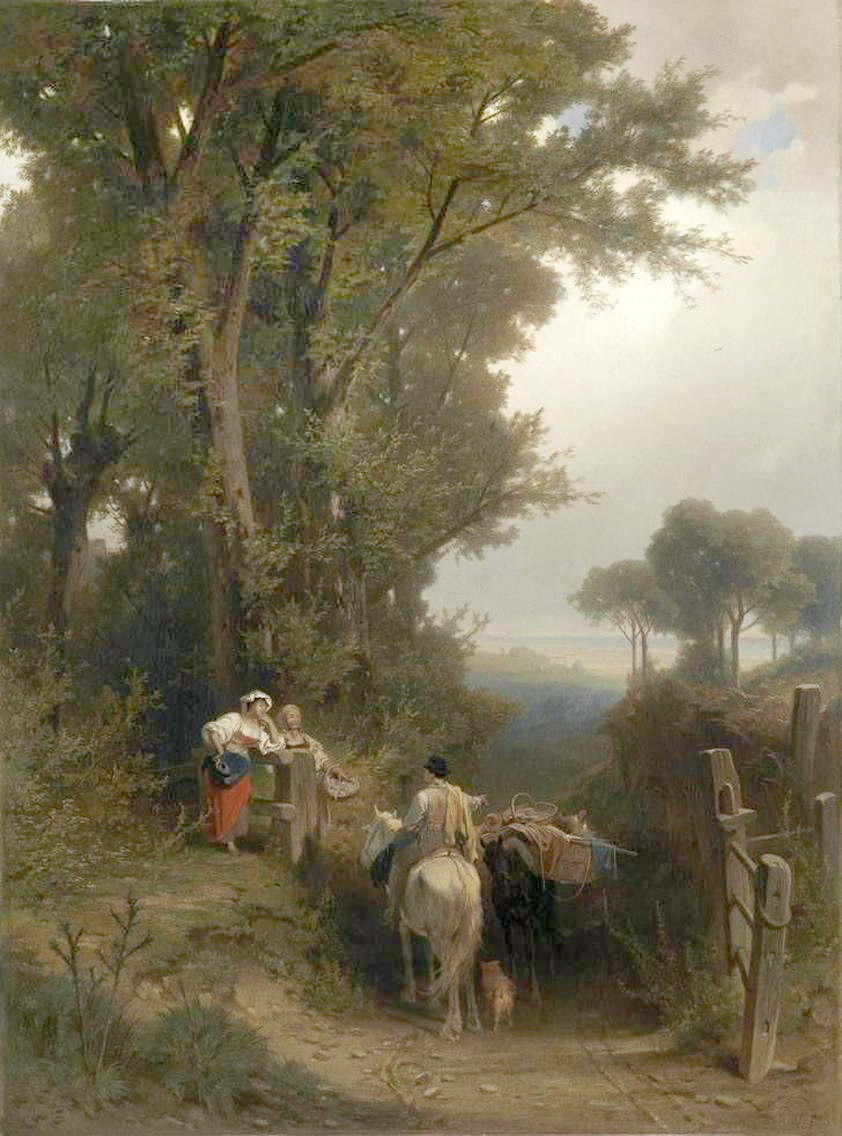
Пейзаж

Эрнст Швейнфурт (нем. Ernst Schweinfurth; 2 марта 1818, Карлсруэ — 24 октября 1877, Рим) — немецкий художник-пейзажист и литограф.

## Биография
В 1832 году начал обучать рисунку, гравюре по металлу и травлению в мастерской Карла Людвига Фроммеля. Познакомившись с его работами гравёр и художник Фёдор Иванович Калмык, рекомендовал юноше продолжить обучение живописи.
Э. Швейнфурт жил и работал в Карлсруэ, затем во Фрайбурге и Мюнхене. Около 1845 г. живописец поселился в Баден-Бадене, где, кроме пейзажей, стал работать и в жанре портрета.
В 1852 по заданию австро-венгерской судоходной компании Австрийский Ллойд совершил путешествие в Далмацию, Черногорию и Албанию, после чего поселился в Риме, где оставался до конца своих дней. Часто выбирался на ознакомительные поездки по Италии. Создал несколько серий о национальной итальянской одежде и сцен из жизни простых крестьян, которые в виде литографий и гравюр вышли в Риме. Был избран председателем Ассоциации немецких художников в Риме.
В 1871 году стал членом Мюнхенского общества художников. Был близок к деятелям культуры, входивших в круг мецената графа Адольфа Фридриха фон Шак, который приобрёл для своей коллекции две картины Э. Швейнфурта.
Его двоюродный брат известный африканского исследователя Георг Швейнфурт.